# 自衛隊長野地方協力本部
自衛隊長野地方協力本部（じえいたいながのちほうきょうりょくほんぶ、Nagano Provincial Cooperation Office）は、長野県長野市旭町1108長野第二合同庁舎1階に所在する、自衛隊地方協力本部のひとつ。本部長は1等陸佐で陸・海・空自衛隊共同の機関だが、通常は陸上自衛隊の東部方面総監の指揮監督下にある。防衛省・自衛隊の総合窓口として長野県を管轄として活動する。車両表示は、「長野地本」。

## 沿革
- 1955年（昭和30年）9月1日 - 陸上自衛隊の機関として陸上自衛隊長野地方連絡部が編成される[2]。
- 1956年（昭和31年）8月1日 - 自衛隊法施行令の一部改正により地方連絡部が陸海空自衛隊の共同機関となり、自衛隊長野地方連絡部に改編される[3]。
- 2006年（平成18年）7月31日 - 自衛隊長野地方協力本部に改編される。
- 2013年（平成25年）7月 - 建物の老朽化に伴い、募集案内所が長野駅前のビル内から、長野市西後町に移転[4]。

## 出先機関
- 松本地域事務所　担当地区：松本市、大町市、塩尻市、安曇野市、池田町、坂城町、上松町、木曽町、南木曽町、松川村、小谷村、白馬村、山形村、朝日村、生坂村、麻績村、筑北村、王滝村、大桑村、木祖村
- 上田地域事務所　担当地区：上田市、小諸市、佐久市、東御市、長和町、佐久穂町、小海町、軽井沢町、立科町、御代田町、青木村、川上村、南牧村、南相木村、北相木村
- 長野地域事務所　担当地区：長野市、須坂市、中野市、飯山市、千曲市、飯綱町、信濃町、小川村、小布施町、山ノ内町、高山村、栄村、木島平村、野沢温泉村
- 茅野地域事務所　担当地区：茅野市、諏訪市、岡谷市、下諏訪町、富士見町、原村
- 伊那地域事務所　担当地区：伊那市、駒ヶ根市、飯島町、辰野町、箕輪町、中川村、南箕輪村、宮田村
- 飯田出張所　担当地区：飯田市、阿南町、高森町、松川町、阿智村、売木村、大鹿村、下條村、喬木村、天龍村、豊丘村、根羽村、平谷村、泰阜村

## 主要幹部
| 官職名                   | 階級    | 氏名     | 補職発令日     | 前職            |
| ------------------------ | ------- | -------- | -------------- | --------------- |
| 自衛隊長野地方協力本部長 | 1等陸佐 | 山口敦史 | 2025年03月17日 | 第4施設団副団長 |

| 代 | 階級    | 氏名       | 在職期間                                                    | 出身校・期                     | 前職                                          | 後職                                             |
| -- | ------- | ---------- | ----------------------------------------------------------- | ------------------------------ | --------------------------------------------- | ------------------------------------------------ |
| 01 | 2等陸佐 | 中沢平八郎 | 1955年09月01日 - 1959年03月16日                             | 中央大学 昭和13年卒            | 第13普通科連隊副連隊長                        | 真駒内駐とん地業務隊長                           |
| 02 | 2等陸佐 | 門井茂     | 1959年03月17日 - 1963年03月15日 ※1959年08月01日 1等陸佐昇任 | 拓殖大学 大同学院 昭和12年卒   | 陸上自衛隊需品補給処補給課長                  | 陸上自衛隊需品補給処補給管理部長                 |
| 03 | 1等陸佐 | 中沢平八郎 | 1963年03月16日 - 1964年12月14日                             | 中央大学 昭和13年卒            | 真駒内駐とん地業務隊長                        | 東部方面総監部付 →1965年8月1日 停年退官          |
| 04 | 陸将補  | 淵ノ上忠義 | 1964年12月15日 - 1965年03月15日                             | 東京帝国大学 昭和10年          | 陸上自衛隊幹部学校付                          | 東部方面総監部付 →1965年3月30日 退職（陸将昇任） |
| 05 | 1等陸佐 | 門井茂     | 1965年03月16日 - 1966年09月20日                             | 拓殖大学 大同学院 昭和12年卒   | 陸上自衛隊需品補給処副処長                    | 停年退官                                         |
| 06 | 事務官  | 門井茂     | 1966年09月20日 - 1969年03月16日                             | 拓殖大学 大同学院 昭和12年卒   | 事務官として再任                              | 自衛隊長野地方連絡部付 →1969年6月30日 退官       |
| 07 | 1等陸佐 | 徳武光雄   | 1969年03月17日 - 1970年07月15日                             | 陸士53期                       | 陸上自衛隊通信学校第1教育部長                 | 東部方面総監部総務課勤務                         |
| 08 | 1等陸佐 | 南雲克郎   | 1970年07月16日 - 1972年07月16日                             | 陸士54期                       | 第22普通科連隊長 兼 多賀城駐とん地司令        | 第11師団副師団長 兼 真駒内駐とん地司令           |
| 09 | 1等陸佐 | 六反園文雄 | 1972年07月17日 - 1974年07月15日                             | 海経35期・ 東京大学 昭和25年卒 | 陸上幕僚監部付                                | 西部方面総監部第4部長                            |
| 10 | 1等陸佐 | 山本治喜   | 1974年07月16日 - 1976年08月01日                             | 陸士60期                       | 第13師団司令部第1部長                         | 陸上幕僚監部募集課企画班長                       |
| 11 | 1等陸佐 | 阿達憲     | 1976年08月02日 - 1978年01月29日                             | 横浜工専 昭和24年卒            | 陸上幕僚監部付                                | 陸上幕僚監部監理部総務課庶務班長                 |
| 12 | 1等陸佐 | 篠崎弘     | 1978年01月30日 - 1979年07月31日                             | 陸士60期                       | 陸上幕僚監部第2部保全班長                     | 中央調査隊勤務                                   |
| 13 | 1等陸佐 | 永嶋守夫   | 1979年08月01日 - 1981年07月31日                             | 明治短大                       | 第1師団司令部第1部長                          | 北部方面総監部総務部総務課長                     |
| 14 | 1等陸佐 | 今泉武伊知 | 1981年08月01日 - 1983年03月15日                             |                                | 小平駐とん地業務隊長                          | 陸上幕僚監部監理部総務課渉外班長                 |
| 15 | 1等陸佐 | 小澤信彦   | 1983年03月16日 - 1985年03月15日                             | 千葉大学 昭和31年卒            | 陸上幕僚監部監理部総務課渉外班長              | 陸上自衛隊少年工科学校生徒隊長                   |
| 16 | 1等陸佐 | 高見信義   | 1985年03月16日 - 1987年03月31日                             | 防大2期                        | 第7高射特科群長 兼 竹松駐屯地司令             | 東部方面総監部人事部募集課長                     |
| 17 | 1等陸佐 | 谷希夫     | 1987年04月01日 - 1989年03月31日                             | 防大3期                        | 陸上自衛隊幹部学校学校教官                    | 自衛隊体育学校副校長                             |
| 18 | 1等陸佐 | 速水誠一   | 1989年04月01日 - 1991年03月15日                             | 防大7期                        | 第19普通科連隊長                              | 陸上自衛隊幹部候補生学校勤務                     |
| 19 | 1等陸佐 | 廣岡公義   | 1991年03月16日 - 1992年11月30日                             | 防大10期                       | 普通科教導連隊長 兼 滝ヶ原駐屯地司令          | 第9師団司令部幕僚長                              |
| 20 | 1等陸佐 | 小早川達彦 | 1992年12月01日 - 1995年06月29日 ※1995年04月01日 陸将補昇任  | 防大12期                       | 第31普通科連隊長                              | 第7師団副師団長 兼 東千歳駐屯地司令              |
| 21 | 1等陸佐 | 永岑富彦   | 1995年06月30日 - 1997年07月31日                             | 防大10期                       | 陸上幕僚監部総括副監察官                      | 陸上自衛隊富士学校普通科部副部長                 |
| 22 | 1等陸佐 | 関芳雄     | 1997年08月01日 - 1999年07月31日                             | 防大13期                       | 第8普通科連隊長 兼 米子駐屯地司令             | 陸上自衛隊幹部学校主任研究開発官                 |
| 23 | 1等陸佐 | 岩丸勇     | 1999年08月01日 - 2001年11月30日                             | 防大18期                       | 第2戦車連隊長                                 | 第7師団司令部幕僚長                              |
| 24 | 1等陸佐 | 小松和典   | 2001年12月01日 - 2003年07月31日                             | 防大21期                       | 統合幕僚学校教育課教務班長                    | 防衛研究所総括主任研究官                         |
| 25 | 1等陸佐 | 川口博司   | 2003年08月01日 - 2005年03月31日                             | 防大25期                       | 陸上自衛隊幹部学校付                          | 西部方面航空隊長 兼 高遊原分屯地司令             |
| 26 | 1等陸佐 | 真﨑唯信   | 2005年04月01日 - 2007年03月27日                             | 防大23期                       | 第4特科連隊長 兼 久留米駐屯地司令             | 陸上自衛隊富士学校特科部副部長                   |
| 27 | 1等陸佐 | 田上健吾   | 2007年03月28日 - 2009年03月31日                             | 防大21期                       | 防衛研究所総括主任研究官                      | 自衛隊体育学校副校長                             |
| 28 | 1等陸佐 | 髙橋行雄   | 2009年04月01日 - 2011年04月18日                             | 防大25期                       | 第2高射特科群長                               | 陸上自衛隊高射学校第1教育部長                    |
| 29 | 1等陸佐 | 井上一     | 2011年04月19日 - 2013年03月31日                             | 防大30期                       | 第11普通科連隊長                              | 部隊訓練評価隊長                                 |
| 30 | 1等陸佐 | 福重毅尚   | 2013年04月01日 - 2015年03月31日                             | 防大32期                       | 第73戦車連隊長                                | 陸上幕僚監部人事部募集・援護課 募集・援護調整官  |
| 31 | 1等陸佐 | 後藤孝     | 2015年04月01日 - 2017年03月22日                             | 防大28期                       | 第13普通科連隊長 兼 松本駐屯地司令            | 東部方面総監部付 →2017.6.13 退職                 |
| 32 | 1等陸佐 | 星野浩幸   | 2017年03月23日 - 2019年03月22日                             | 防大31期                       | 第5特科隊長                                   | 防衛研究所教育部教育課程運営室長                 |
| 33 | 1等陸佐 | 三笠展隆   | 2019年03月23日 - 2021年09月29日                             | 防大37期                       | 防衛研究所主任研究官                          | 東北方面総監部情報部長                           |
| 34 | 1等陸佐 | 林英彦     | 2021年09月30日 - 2023年03月29日                             | 防大43期                       | 陸上自衛隊教育訓練研究本部                    | 陸上幕僚監部監理部総務課庶務室長                 |
| 35 | 1等陸佐 | 力久健     | 2023年03月30日 - 2025年03月16日                             | 防大38期                       | 陸上自衛隊教育訓練研究本部 訓練評価部総括室長 | 第2高射特科団副団長                              |
| 36 | 1等陸佐 | 山口敦史   | 2025年03月17日 -                                            | 防大36期                       | 第4施設団副団長                               |                                                  |